# Quiet Nights (마일스 데이비스의 음반)
| 전문가 평가                          | 전문가 평가 |
| 평가 점수                            | 평가 점수   |
| 출처                                 | 점수        |
| ------------------------------------ | ----------- |
| AllMusic                             | [ 2 ]       |
| Down Beat                            | [ 3 ]       |
| Encyclopedia of Popular Music        | [ 4 ]       |
| The Rolling Stone Album Guide        | [ 5 ]       |
| The Penguin Guide to Jazz Recordings | [ 6 ]       |

《Quiet Nights》는 미국의 재즈 음악가 마일스 데이비스의 스튜디오 음반이며, 1963년 12월 16일, 컬럼비아 레코드에서 발매된 길 에번스와의 네 번째 음반으로, 스테레오로 CL 2106과 CS 8906을 카탈로그화한다. 맨해튼의 컬럼비아 30번가 스튜디오에서 주로 녹음된 이 음반은 데이비스와 에번스의 마지막 음반이다.

## 배경
길 에번스와 함께 작은 그룹 레코드와 빅밴드 스튜디오 프로젝트를 번갈아 가며 진행하는 컬럼비아에서의 표준 절차를 지키면서 데이비스는 작업하는 퀸텟의 최신 스튜디오 음반인 《Someday My Prince Will Come》을 위해 에번스와 함께 스튜디오에 들어갔다. 1961년 데이비스는 스튜디오 세트 외에도 두 장의 독립 음반인 《In Person Friday and Saturday Nights at the Blackhawk, Complete》를 발매했다. 1961년의 또 다른 라이브 세트인 《Miles Davis at Carnegie Hall》은 1962년에 에번스에 의해 지휘된 퀸텟과 대형 앙상블 모두와 함께 발행되었다.
그러나 이 데이비스/에번스 음반의 기원은 세 개의 이전 음반보다 훨씬 더 큰 어려움에 직면니다. 보사노바는 1962년 스탠 게츠의 음반 《Jazz Samb》에 수록된 싱글 〈Desafinado〉로 최근 상업적인 성공을 거두었고, 콜롬비아 경영진은 데이비스와 에번스에게 이 음반과 비슷한 시도를 하도록 압력을 가했을 수 있다. 세션도 오랜 시간에 걸쳐 길어졌다.

## 곡 목록
| #  | 제목                                                      | 작곡                                               | 재생 시간 |
| -- | --------------------------------------------------------- | -------------------------------------------------- | --------- |
| 1. | 〈Song No. 2 (a.k.a. Prenda Minha, Brazilian folk song)〉 | 민요, 길 에번스, 마일스 데이비스                   | 1:40      |
| 2. | 〈Once Upon a Summertime〉                                | 조니 머서, 미셸 르그랑, 에디 바클레이, 에디 마나이 | 3:27      |
| 3. | 〈Aos Pés da Cruz〉                                       | 마리노 핀토, 호세 곤살베스                         | 4:18      |
| 4. | 〈Song No. 1 (a.k.a. Adelita)〉                           | 프란시스코 타레가, 에번스, 데이비스                | 4:37      |

| #  | 제목                      | 작곡                       | 재생 시간 |
| -- | ------------------------- | -------------------------- | --------- |
| 1. | 〈Wait till You See Her〉 | 리처드 로저스, 로렌츠 하트 | 4:06      |
| 2. | 〈Corcovado〉             | 안토니우 카를루스 조빙     | 2:45      |
| 3. | 〈Summer Night〉          | 해리 워런, 알 두빈         | 6:04      |

| #  | 제목                           | 작곡             | 재생 시간 |
| -- | ------------------------------ | ---------------- | --------- |
| 8. | 〈The Time of the Barracudas〉 | 에번스, 데이비스 | 12:45     |

## 같이 보기
- 오케스트라 재즈